# صالح أبو أصبع
صالح خليل أبو أُصبَع واسمه عند الولادة صالح خليل أحمد "أبو أصبع صقر" (1946) أكاديمي أدبي وعالِم إعلامي وكاتب قصصي فلسطيني أردني. ولد في سلمة يافا بفلسطين الانتدابية التي خرجت منها عائلته بعد نكبة 1948 وسكنوا في مخيم الأمعري، فنشأ ودرس فيها وفي رام الله. تابع تحصيله في مصر، وحاز على ليسانس في اللغة العربية والدراسات الإسلامية من دار العلوم في جامعة القاهرة سنة 1968، ودكتوراه في النقد الأدبي والأدب المقارن منها 1977. ثم تابع دروسًا لنيل شهادة الدكتوراه في الاتّصالات في جامعة هوارد بواشنطن. عمل مدرساً ومحررًا صحفيًا في ليبيا من 1968 حتى 1977. ثم تنقل بين عدة مناصب إدارية أكاديمية في الأردن وسلطنة عمان والإمارات، خاصة جامعة فيلادلفيا منذ 1990، وهو رئيس جامعة الاستقلال بين عامي 2018 و2023. له دراسات ومؤلفات كثيرة في الإعلام والأدب، ومجموعات قصصية. 

## سيرته
ولد صالح خليل أبو أصبع سنة 1946 م/ 1365 هـ في سلمة يافا بفلسطين الانتدابية. خرجت عائلته بعد نكبة 1948 وسكنوا في مخيم الأمعري على طريق رام الله القدس، وهناك نشأ صالح خليل أبو أصبع. شجعه والده بعدما ظهر منه أول محاولة أدبية وعمره اثنتا عشر عامًا.

### تعليمه
تلقى علومه في مدرسة الأمعري الابتدائية في مخيم الأمعري 1952-60 في رام الله، ثم بمدرسة البيرة الجديدة الإعدادية 1960-61، ثم المدرسة الهاشمية الثانوية في البيرة ومدرسة رام الله الثانوية 1961-64. تابع تحصيله العالي في مصر، وحاز على ليسانس في اللغة العربية والدراسات الإسلامية من دار العلوم في جامعة القاهرة 1964-68، ودكتوراه في النقد الأدبي والأدب المقارن من دار العلوم سنة 1977. ثم تابع دروسًا لنيل شهادة الدكتوراه في الاتّصالات في جامعة هوارد بواشنطن.

### مسيرته
ذهب إلى ليبيا ودرّس اللغة العربية في مدارس إعدادية في طرابلس من 1968 حتى 1970. وشغل منصب أمين تحرير مجلة الثقافة العربية الليبية من 1973 حتى 1977، ومدير تحرير في مجلّة الشورى فيها 1977-79. عمل محاضرًا بكلية التربية بجامعة الفاتح 1977-79. ثم باحث زائر لجامعة ميشيغان 1979-80، وأستاذ مشارك بكلية الآداب بجامعة الإمارات العربية المتحدة 1983-89، ومحاضر في المعهد العالي للصحافة بالرباط 1989-90، وأستاذ مشارك بكلية الآداب والفنون بجامعة فيلادلفيا من 1990-96، وأستاذ بكلية الآدب والفنون فيها من 1997-2000، وأستاذ بقسم الإعلام من كلية الآداب بجامعة السلطان قابوس من سبتمر 2000 حتى فبراير 2003. ثم رجع إلى جامعة فيلادلفي وعمل أستاذًا بكلية الآداب والفنون فيها من 2003 حتى 2015، وأستاذ زائر بجامعة الشارقة 2015-18. 

وخلال مسيرته الأكاديمة تنقل بين عدة مناصب إدارية، فعمل قائم بأعمال رئيس قسم الإعلام بجامعة الإمارات من 1982-89. في جامعة فيلادلفيا عمل مدير دائرة العلاقات الثقافية العامة 1991-93، ورئيس قسم العلوم الإنسانية بكلية الآداب 1994-95، ورئيس قسم التصميم الفني 1998-99، ثم عميد كلية الآداب والفنون ورئيس الجامعة بالإنابة 1995-200. عمل أيضًا رئيس قسم الإعلام بجامعة السطان قابوس من سبتمر 2000 حتى فبراير 2003. ثم رجع إلى الأردن وعيّن عميد كلية الآداب والفنون 2003-07، ونائب رئيس جامعة 2005-15.

وهو عضو مجلس أمناء جامعة آل البيت من 25 نوفمبر 2014، ورئيس جامعة الاستقلال من 2018 حتى يناير 2023. وعمل أيضًا مدير عام دار آرام للدراسات والنشر والتوزيع في عمّان بالأردن من 1992 حتى 1997. ومنسق العام للمؤسسة العربية للإنتاج الأدبي والفني من 1989 حتى 1991. 

## جوائزه وتكريمه
- 1986: جائزة عبد الحميد شومان للعلماء العرب الشباب في مجال العلوم الإنسانية. [4]
- 1996: جائزة الابداع الثقافي، رابطة الكتاب الأردنيين.[4]
- 1999: جائزة التوفق في البحث العلمي، جامعة فيلادلفيا. [4]
- 2014: جائزة جامعة فيلادلفيا لأحسن كتاب مترجم.[4]
- 2019 الشخصية الأكاديمية في فلسطين، مؤسسة سيدة الأرض، القدس.[4]

## مؤلفاته
- «عراة على ضفة النهر»، 1971
- «محاكمة مديد القامة»، 1974
- «أمير الماء»، 1978
- «وجوه تعرف الحب»، 1992
- «دعوة عشاء وقصص أخرى»، 2000
- «قصص بلون الحب»، 2001

من رواياته:
- «نجوم»، 2020
- «التلال تستيقظ باكية»، 2020

من دراساته النقدية الأدبية:
- «فلسطين في الرواية العربية»، 1975
- «قراءات في الأدب»، 1978
- «الحركة الشعرية في فلسطين المحتلة»، 1979
- «الرواية الفلسطينية والمنفى: الجزيرة العربية مكانًا: دراسة في التجربة الروائية الفلسطينية»، 2001
- «فلسطين بين تحدي الوجود وثقافة التحدي: قراءات في أدب المقاومة وثقافتها»، 2010
- «مرآة الزمن»، 2012

من كتبه في علوم الاتصالات والإعلام:
- «إدارة المؤسسات الإعلامية في الوطن»، 1984
- «الإعلام والتنمية: نموذج مقترح للاتصال التنموي»، 1985
- «قضايا إعلامية في الوطن العربي»، 1988
- «دراسات في الإعلام والتنمية العربية»، 1989
- «الاتصال والإعلام في المجتمعات المعاصرة»، 2010
- «العلاقات العامة والاتصال الإنساني»، 2009
- «الاتصال الجماهيري»، 2010
- «تحديات الإعلام: المصداقية الحرية والهيمنة الثقافية»، 1999
- «نصوص تراثية في ضوء علم الاتصال»، 2008
- «فنون الكتابة الإعلامية: فن المقالة»، بالإشتراك، 2001
- «استراتيجيات الاتصال وسياساته وتأثيراته»، 2010
- «في الثقافة الإعلامية»، 2008
- «الاتصال والتنمية المستدامة في الوطن العربي»، 2009
- «الدعاية والرأي العام: مفاهيم وتطبيقات»، 2012
- «التحول إلى مجتمع المعلومات»، 2017
- «وسائل الاتصال وثقافة الشباب»، 2018

وله أيضًا:
- «الحق والبندقية»، 1982
- «في الفكر والحضارة»، 2009
- «نوافذ على الحضارة»، 2014

من ترجماته:
- «مناهج البحث الإعلامي»، ويمير ودومينك، 1998
- «كتاب وسائل الإعلام والمجتمع»، آرثر أسا بيرغر، 2012
- «كتاب مدخل إلى مناهج البحث الإعلامي»، روجور ويمر Roger D. Wimmer وJoseph Dominick جوزيف دومينيك ، 2013
- «النظرية الثقافية والثقافة الشعبية»، جون ستوري، 2014
- «القيادة دون إجابات سهلة»، رونالد آ. هيفيتز، 2015
- «إجراء الدراسات الإعلامية والثقافية»، جين ستوكس، 2015
- «حديث الفن، روزليند راجانز (بالإنجليزية: Rosalind Ragans)‏
- «الحضارة الغرب والآخرون»
- «نماذج الاتصال لدارسة الاتصال الجماهيري»، دينيس مككوايل وسفين ويندل

## وصلات خارجية
- في موقع الأرشيف المجلات